# مایکل کایوده
مایکل کایوده (انگلیسی: Michael Kayode؛ زادهٔ ۱۰ ژوئیهٔ ۲۰۰۴) بازیکن فوتبال اهل ایتالیا است.
وی همچنین در تیم‌های ملی فوتبال زیر ۱۸ سال ایتالیا، زیر ۱۹ سال ایتالیا و زیر ۲۱ سال ایتالیا بازی کرده‌است.